# Mulatto

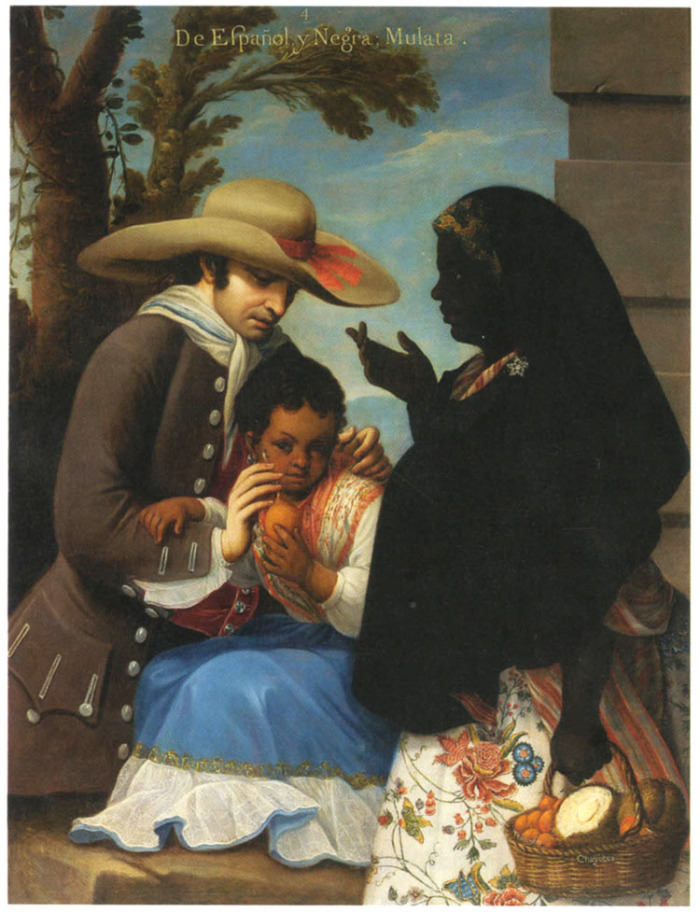
Spagnolo + Negra, Mulatto. Miguel Cabrera. Messico, 1763

Con il termine mulatto (dallo spagnolo e portoghese mulato) venivano definiti in origine, nell'America Latina, gli individui che nascevano dall'unione fra i conquistadores o coloni europei tipicamente spagnoli e portoghesi e le popolazioni deportate dall'Africa come schiavi. Per estensione il termine mulatto indica una qualsiasi persona nata da un genitore bianco e un genitore nero.
Attualmente in diversi Paesi i mulatti vengono considerati un'etnia a sé stante, con peculiarità proprie non attribuibili né alla cultura africana né a quella europea.

## Etimologia

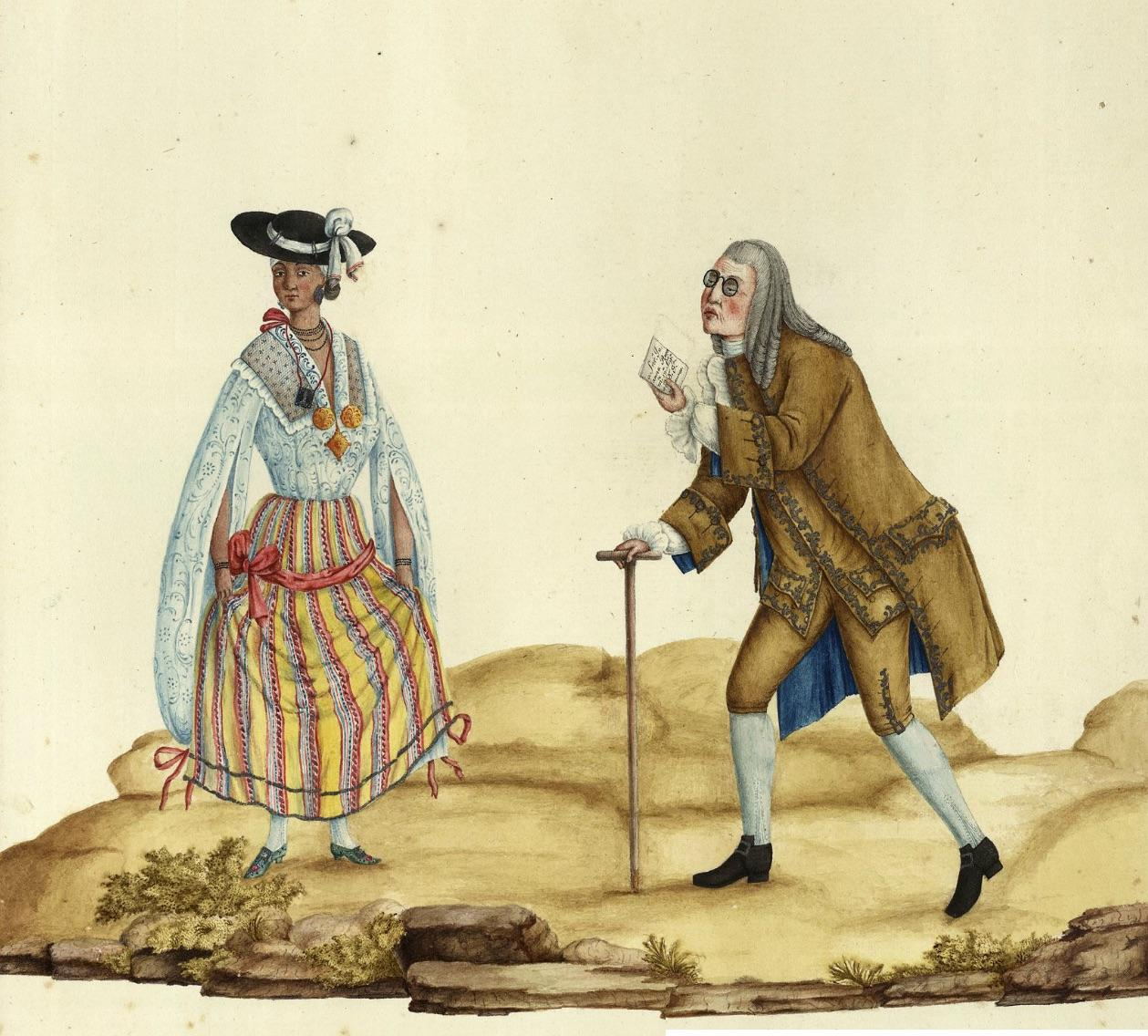
Vecchio che consegna una lettera d'amore a una mulatta. Dipinto di Carlos Julião

Il termine risale al XVI secolo e deriva dallo spagnolo mulato, che fa riferimento al mulo (chiamato in spagnolo mula o mulo) in quanto animale ibrido.
Oggi il termine è in genere considerato antiquato e offensivo.

## Descrizione
I mulatti, che presentano carnagione di varie tonalità solitamente bruna con occhi scuri o chiari e capelli solitamente castani e ricci, erano la tipologia primaria di interazione tra le genti europee e gli schiavi africani, con tutta una stratificazione gerarchica sociale derivante dal grado di mescolanza delle due etnie, descritta e standardizzata a partire dal XVI secolo nelle caste coloniali del Nuovo Mondo.
Attualmente molte comunità sudamericane in Brasile e Caraibi, che sono frutto di secoli di convivenza tra i discendenti degli schiavi africani e i coloni europei, costituiscono la maggioranza della popolazione locale.

## America Latina
I mulatti rappresentano una porzione significativa di diversi Paesi latinoamericani e caraibici:
| Regione / Paese       | Popolazione | Percentuale mulatta | Popolazione mulatta |
| --------------------- | ----------- | ------------------- | ------------------- |
| Repubblica Dominicana | 9,650,054   | 73%                 | 7,044,539           |
| Cuba                  | 11,451,652  | 51%                 | 5,840,342           |
| Brasile               | 198,739,269 | 38%                 | 75,520,922          |
| Belize                | 307,899     | 25%                 | 76,974              |
| Colombia              | 45,644,023  | 14%                 | 6,390,163           |
| Porto Rico            | 3,971,020   | 11%                 | 436,812             |
| Haiti                 | 9,035,536   | 5%                  | 451,776             |

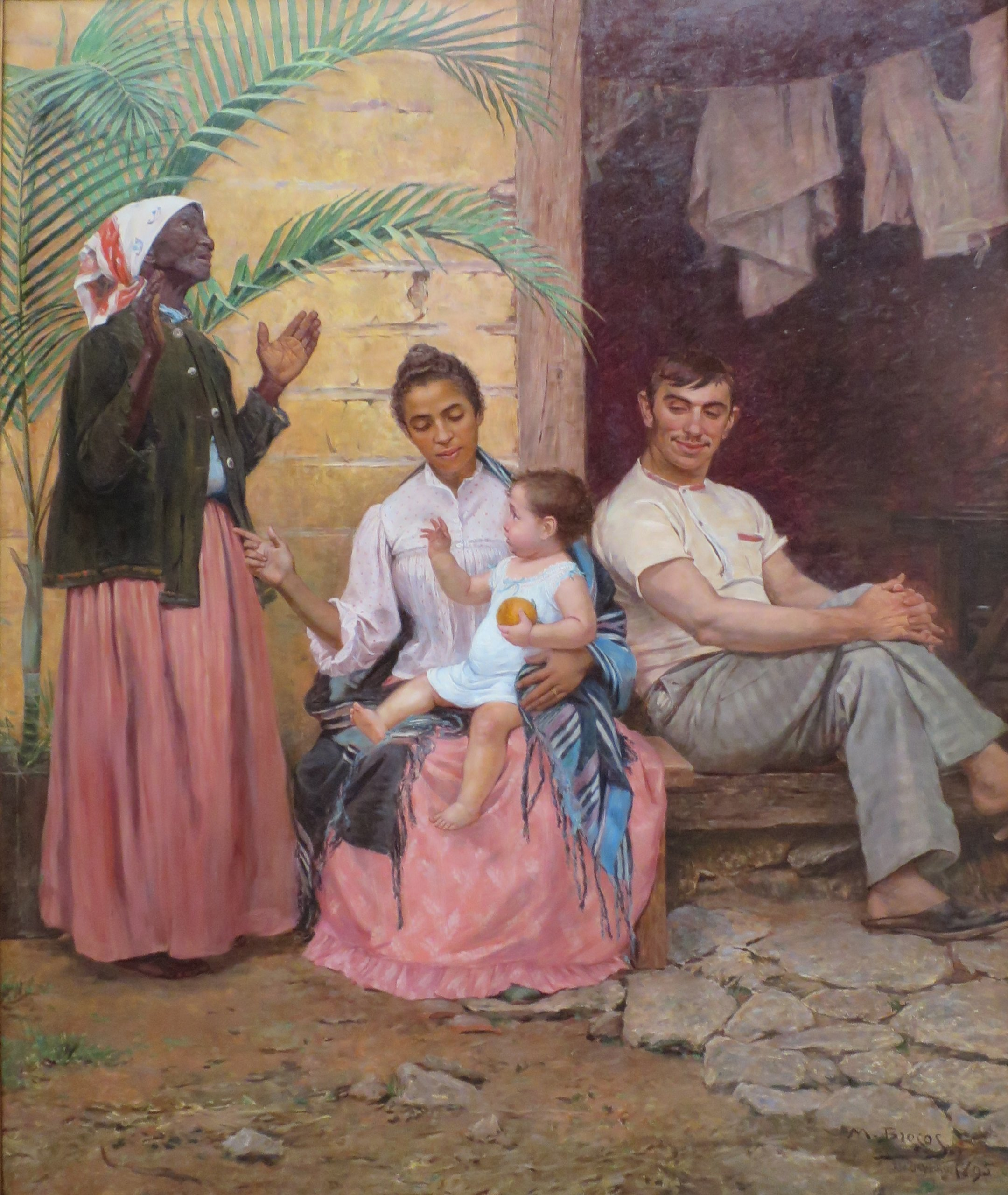
A Redenção de Cam, dipinto che mostra una tenera scena con una famiglia multietnica: una nonna africana, la figlia meticcia e il genero europeo, che assieme hanno avuto una bimba mulatta

Un caso a parte è rappresentato dal Messico: dei circa 200.000 schiavi africani che vi furono deportati in epoca coloniale, oggi non rimangono più molte tracce, dato che essi furono pressoché completamente assorbiti dalla maggioranza meticcia di origini europee e amerindie.

### Haiti
Ad Haiti, ex colonia francese, i mulatti rappresentano oggi una porzione della popolazione molto più contenuta rispetto ad altri Paesi latinoamericani (come accade, ad esempio, nella vicina Repubblica Dominicana).
In epoca coloniale, i mulatti costituivano una classe a sé stante, nota come gens de couleur: spesso colti e benestanti, in diversi casi possedevano schiavi africani. Il loro atteggiamento nei confronti della schiavitù fu perciò ambivalente: se molti presero parte alla repressione della maggioranza nera, altri si distinsero invece nell'opera di abolizione della schiavitù (è il caso, ad esempio, di Nicolas Suard).

## Africa

### Sudafrica
In Sudafrica, specialmente durante il buio periodo dell'apartheid, esiste il particolare termine coloured, usato per riferirsi a persone in parte di origine subsahariana ma "non abbastanza" per essere considerati "neri". Oggi il termine è stato sostituito con l'espressione meno dispregiativa e più generica "di colore". Altri termini afrikaans utilizzati includono Bruinmense (letteralmente "gente bruna"), Kleurlinge ("colorato") o Bruin Afrikaners ("africani bruni", usato per distinguere dagli afrikaner, i bianchi sudafricani).
Oggi "mulatto" e "mestiço" non sono più termini d'uso comune per riferirsi a persone di origine mista in Sudafrica: gli unici che ancora persistono nel farlo, seppur raramente, sono alcuni autori sudafricani contemporanei che volutamente, in modo anacronistico, utilizzano il termine per evidenziare il disprezzo che esprime e far riflettere i lettori su quanto il sistema discriminatorio e razzista dell'apartheid abbia danneggiato la mentalità del paese nonché il paese stesso.

### São Tomé e Príncipe e Capo Verde
Dei 193.413 abitanti dell'arcipelago indipendente di São Tomé e Príncipe, la parte più numerosa è classificata come "mulatto" o di "razza mista", così come anche il 71% della popolazione di Capo Verde.
La grande maggioranza delle attuali popolazioni delle due nazioni è dovuta soprattutto alle numerose unioni che avvennero tra i portoghesi, che colonizzarono le isole dal XV secolo in poi, e gli africani neri che i conquistatori deportarono lì per lavorare come schiavi. Addirittura i mulatti erano così diffusi che, già durante i primi anni di "convivenza forzata", essi iniziarono a formare una "terza" classe sociale a metà tra i coloni portoghesi e gli schiavi africani, poiché erano solitamente bilingui e spesso fungevano da interpreti tra le due popolazioni.

### Angola e Mozambico
Negli Stati centrorientali Angola e Mozambico, i mulatti costituiscono minoranze più piccole ma comunque importanti nel sistema lavorativo e governativo: 2% in Angola e 0,2% in Mozambico, che tuttavia nelle assemblee governative costituiscono comunque quasi il 40% dei membri.

### Namibia
In Namibia, sopravvive tuttora un gruppo etnico noto come "Rehoboth Basters", discendente dalle unioni tra i coloni olandesi della Colonia del Capo e le donne africane: il nome "Baster" deriva dalla parola olandese per "bastardo" (o "incrocio"), molto dispregiativa e nata in realtà per classificare le bestie da soma. Tuttavia, sebbene oggi venga considerata un'espressione umiliante, i Baster la utilizzano per se stessi con orgoglio, come indicazione della loro storia. All’inizio del XXI secolo se ne contavano tra le 20.000 e le 30.000 persone, mentre oggi sono diminuiti a 16.000.